# Cuetes de taques taronges
La cuetes de taques taronges (Cupido argiades) és una espècie de lepidòpter papilionoïdeu de la família dels licènids (Lycaenidae) present als Països Catalans.

## Distribució
La seva àrea de distribució comprèn des del centre i sud d'Europa, a través d'Àsia fins al Japó. A la península Ibèrica només es troba al nord.

## Hàbitat
Viu en zones arbustives amb flors, marges herbosos i clars de bosc. L'eruga s'alimenta de Lotus corniculatus, Lotus uliginosus, Coronilla varia, Medicago sativa, Medicago lupulina, Trifolium pratense, Astragalus glycyphyllos, etc.

## Període de vol
Vola en dues generacions a l'any: la primera entre finals d'abril i mitjans de juny i la segona entre juliol i agost.